# Arco degli Argentari
L'Arco degli Argentari è un antico monumento di Roma, accanto al portico della chiesa di San Giorgio in Velabro. Il nome è moderno: difatti ha la forma di porta architravata, e non la struttura di arco trionfale romano.

## Storia

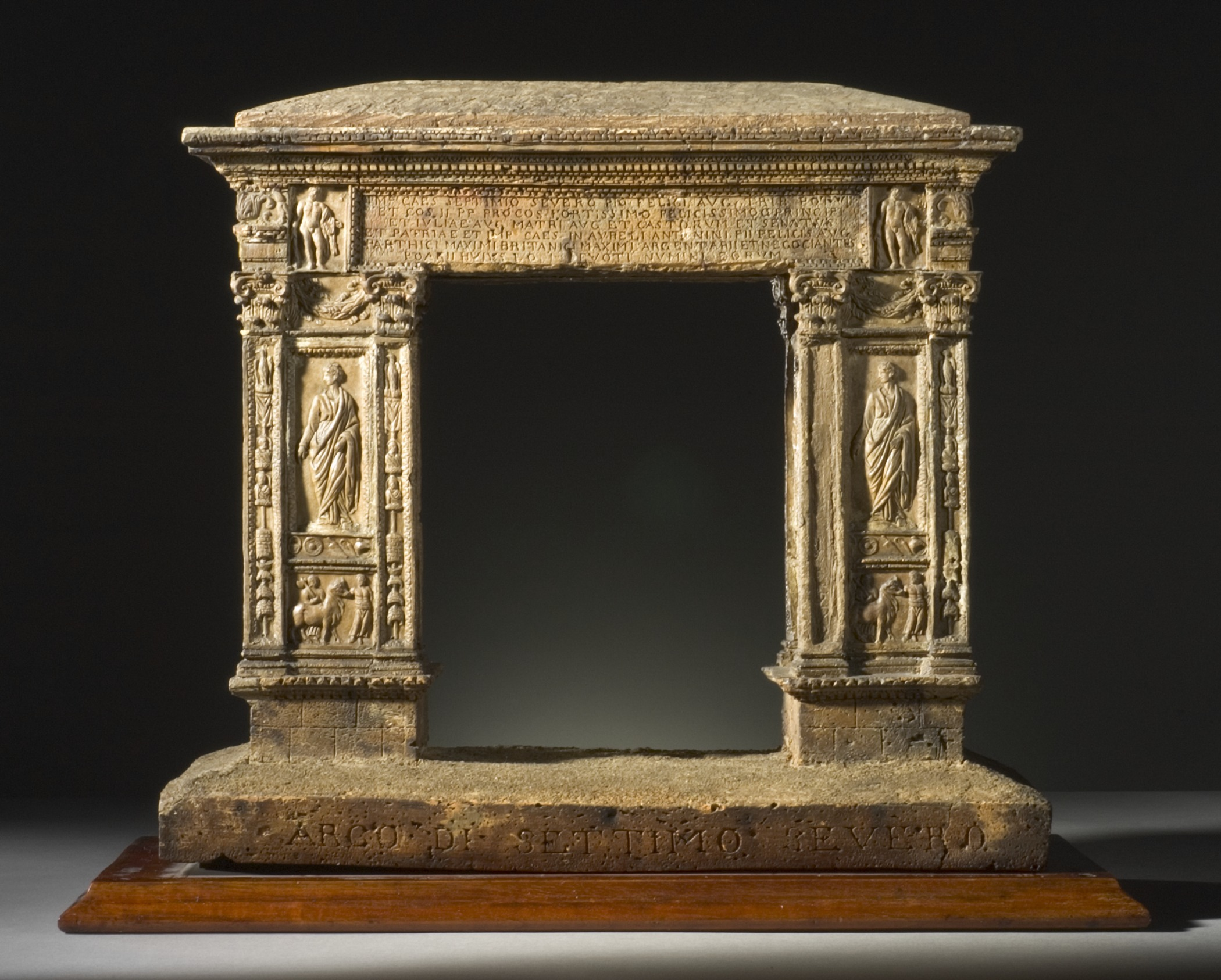
Modello settecentesco dell'arco, oggi al Los Angeles County Museum of Art

Il monumento fu eretto nel 204 nel punto in cui l'antica strada urbana del vicus Iugarius si immetteva nella piazza del Foro Boario, nella zona dell'attuale piazza della Bocca della Verità. Come attesta l'epigrafe posta sull'arco, esso era una dedica privata degli argentarii et negotiantes boari huius loci ("i banchieri e i commercianti boari di questo luogo") agli augusti Settimio Severo e Caracalla, al cesare Geta, a Giulia Domna, moglie di Settimio Severo, e a Fulvia Plautilla, moglie di Caracalla. Dalle iscrizioni furono in seguito abrasi i nomi di Plautilla (esiliata nel 205 e uccisa nel 211) e di Geta (ucciso nel 211), dei quali era stata decretata la damnatio memoriae. In un primo momento la dedica riguardò forse anche il prefetto del pretorio Gaio Fulvio Plauziano, padre di Plautilla anch'egli caduto nel 205.
Secondo recenti ricostruzioni, in cima all'arco erano poste cinque statue: al centro quella di Settimio Severo, ai lati i figli Geta (sulla sinistra) e Caracalla (sulla destra); tra i due figli erano poste quelle di Giulia Domna (sulla sinistra, tra Severo e Geta) e di Fulvia Plautilla (sulla destra, tra Severo e Caracalla).

## Struttura
Il monumento è alto complessivamente 6,15 m e il passaggio ha una larghezza di 3,30 m. La porta è costituita da un architrave sostenuto da due spessi pilastri, con lesene decorate agli angoli, di cui quello orientale venne per metà inglobato nel VII secolo nella vicina chiesa di San Giorgio in Velabro. La struttura è rivestita di lastre di marmo bianco, tranne il basamento in travertino.

## Decorazione

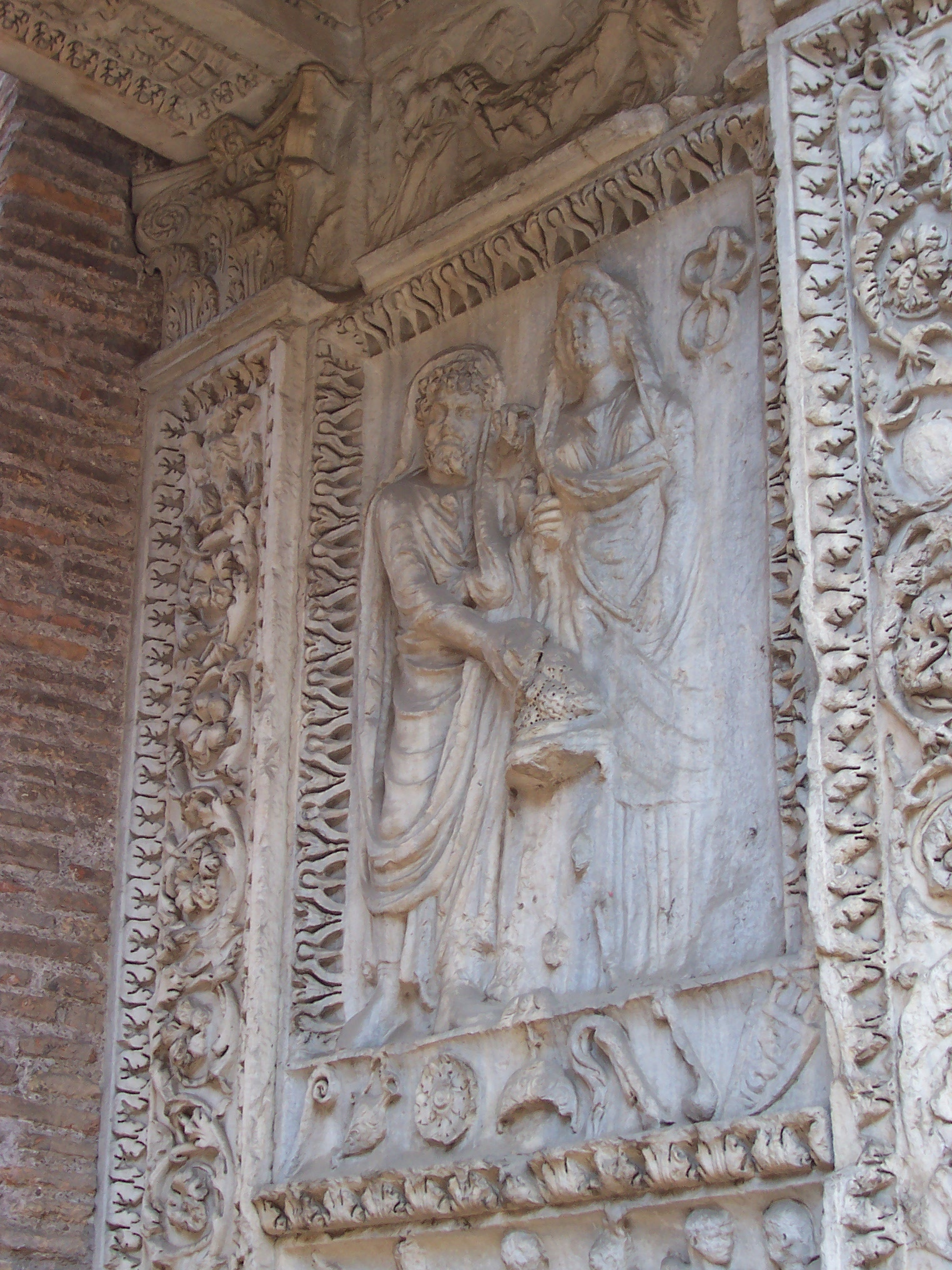
Pannello interno, raffigurante Settimio Severo, Giulia Domna e una figura cancellata

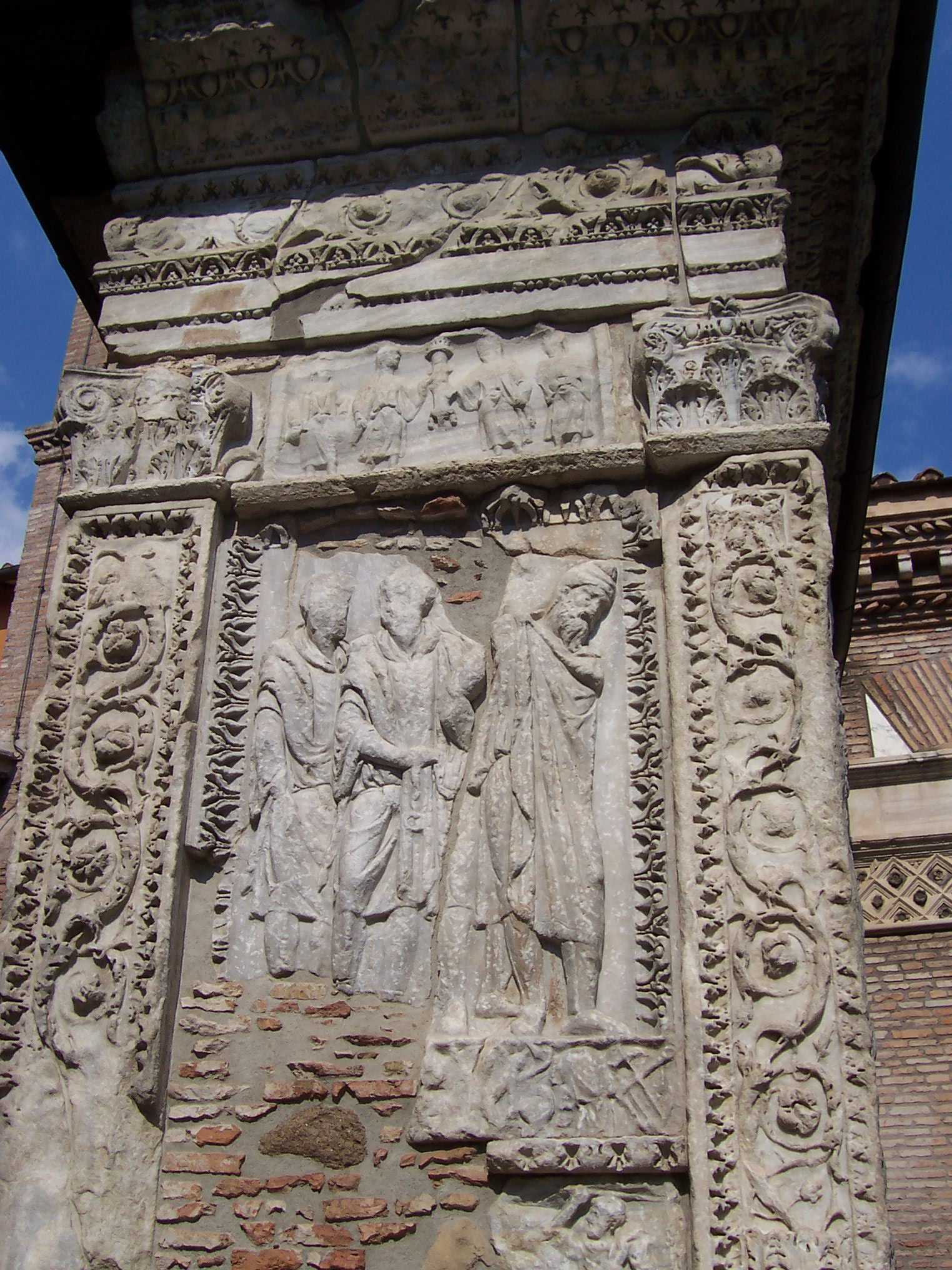
Decorazione esterna dell'arco degli Argentari

La decorazione è ricchissima e riempie tutta la superficie disponibile: sulla fronte meridionale l'iscrizione dedicatoria, che si sovrappone al fregio e all'architrave della trabeazione, è inquadrata da due bassorilievi raffiguranti Ercole e un genio. I pannelli all'interno del passaggio presentano rilievi con scene di sacrificio, con le figure simmetricamente contrapposte: sul lato destro (pilastro orientale) sono raffigurati Settimio Severo e Giulia Domna, mentre una figura abrasa doveva rappresentare Geta, e sul lato opposto Caracalla, che in origine aveva accanto Plautilla e Plauziano, anch'essi abrasi in seguito alla damnatio memoriae. Sul lato esterno del pilastro occidentale, il pannello raffigura soldati e prigionieri barbari, mentre sul lato frontale, tra le due lesene angolari del pilone, decorate da stendardi militari, si conserva una figura in tunica corta, piuttosto rovinata. Completano l'insieme, sopra i rilievi maggiori, pannelli più piccoli con Vittorie o aquile sorreggenti ghirlande, e al di sotto, scene dell'immolazione delle vittime sacrificali.
Interessante notare la disposizione frontale delle figure imperiali che anticipano un modo che sarà tipico per Costantino.